# Zápas řecko-římský na Letních olympijských hrách 2020 – seznam účastníků
Seznam účastníků LOH v Tokiu v zápasu řecko-římském vykrystalizuje z olympijské kvalifikace konané v období od září 2019 do konce května 2020 formou kvalifikačních turnajů. Olympijská kvalifikace byla na jaře 2020 o rok posunuta kvůli pandemii covidu-19.
- Olympijská kvalifikace v zápasu ve volném stylu

## Seznam kvalifikačních turnajů
| fáze   | datum                                            | název kvalifikačního turnaje              | místo            | počet kvót |
| ------ | ------------------------------------------------ | ----------------------------------------- | ---------------- | ---------- |
| 1.     | 14. až 17. září 2019                             | Mistrovství světa v zápasu řecko-římském  | Nursultan        | 36         |
| 2.     | 13. až 15. dubna 2020                            | Americká olympijská kvalifikace           | Ottawa           | 12         |
| 2.     | 19. až 22. března 2020 18. až 21. března 2021    | Evropská olympijská kvalifikace           | Budapešť         | 12         |
| 2.     | 13. až 15. března 2020 2. až 4. dubna 2021       | Africká a Oceánská olympijská kvalifikace | Džadída Hammámet | 12         |
| 2.     | 27. až 29. dubna 2020 9. až 11. dubna 2021       | Asijská olympijská kvalifikace            | Si-an Almaty     | 12         |
| 3.     | 30. dubna až 3. května 2020 6. až 9. května 2021 | Světová olympijská kvalifikace            | Sofie            | 12         |
| celkem | celkem                                           | celkem                                    | celkem           | 96         |

## Kontinentální kvóty

### Evropa
| země   | −60 kg             | −67 kg               | −77 kg              | −87 kg             | −97 kg             | −130 kg            | celkem              |
| ------ | ------------------ | -------------------- | ------------------- | ------------------ | ------------------ | ------------------ | ------------------- |
| RUS    | Sergej JemelinMS   | Arťom SurkovMS       | Alexandr ČechirkinK | —                  | Musa JovlojevMS    | Sergej SemjonovK   | 5                   |
| ARM    | Armen MelikjanS    | Karen AslanjanS      | Karapet ČaljanMS    | —                  | Artur AleksanjanMS | —                  | 4                   |
| GEO    | —                  | Ramaz ZoidzeK        | —                   | Laša GobadzeK      | Giorgi MelijaMS    | Ijakob KadžaijaMS  | 4                   |
| GER    | Etienne KinsingerK | Frank StäblerMS      | —                   | Denis KudlaMS      | —                  | Eduard PoppMS      | 4                   |
| HUN    | —                  | Bálint KorpásiK      | Tamás LőrinczMS     | Viktor LőrinczMS   | Alex SzőkeS        | —                  | 4                   |
| SRB    | —                  | Mate NemešMS         | —                   | Zurab DatunašviliS | Micheil KadžaijaMS | —                  | 3                   |
| TUR    | Kerem KamalK       | —                    | —                   | —                  | Cenk İldemMS       | Rıza Kaya'alpMS    | 3                   |
| UKR    | Lenur TemirovMS    | Parviz NasibovS      | —                   | Žan BeleňukMS      | —                  | —                  | 3                   |
| AZE    | —                  | —                    | Rafig HusejnovS     | Islam AbbasovK     | —                  | —                  | 2                   |
| BUL    | —                  | —                    | Ajik MnacakanjanS   | —                  | Kiril MilovK       | —                  | 2                   |
| CRO    | —                  | —                    | Božo StarčevićK     | Ivan HuklekS       | —                  | —                  | 2                   |
| FIN    | —                  | —                    | —                   | —                  | Arvi SavolainenK   | Elias KuosmanenS   | 2                   |
| BLR    | —                  | —                    | —                   | Nikolaj StadubMS   | —                  | —                  | 1                   |
| CZE    | —                  | —                    | —                   | —                  | Artur OmarovS      | —                  | 1                   |
| DEN    | —                  | Fredrik BjerrehuusMS | —                   | —                  | —                  | —                  | 1                   |
| EST    | —                  | —                    | —                   | —                  | —                  | Heiki NabiMS       | 1                   |
| LTU    | —                  | —                    | —                   | —                  | —                  | Mantas KnystautasK | 1                   |
| MDA    | Victor CiobanuS    | —                    | —                   | —                  | —                  | —                  | 1                   |
| POL    | —                  | —                    | —                   | —                  | Tadeusz MichalikMS | —                  | 1                   |
| ROU    | —                  | —                    | —                   | —                  | —                  | Alin AlexucS       | 1                   |
| SWE    | —                  | —                    | Alex KessidisMS     | —                  | —                  | —                  | 1                   |
| celkem | 6 kvót             | 8 kvót               | 7 kvót              | 8 kvót             | 10 kvót            | 8 kvóty            | 47 kvót pro 21 zemí |

### Asie
| země   | −60 kg                | −67 kg      | −77 kg                   | −87 kg              | −97 kg               | −130 kg               | celkem             |
| ------ | --------------------- | ----------- | ------------------------ | ------------------- | -------------------- | --------------------- | ------------------ |
| IRI    | Alírezá NedžátíMS     | Rezá GeráíK | Alí GeráíMS              | —                   | Mohammadhádí SáravíK | Amír GásemíMS         | 5                  |
| KGZ    | Džolaman ŠaršenbekovK | —           | Akdžol MachmudovK        | Atabek AzisbekovMS  | Uzur DžuzupbekovK    | —                     | 4                  |
| UZB    | Elmurat TasmuradovMS  | —           | Jalgasboy BerdimuratovMS | Rustam AssakalovMS  | —                    | Moʻminjon AbdullayevK | 4                  |
| KAZ    | Mirambek AjnagulovMS  | —           | Askat DilmuhamedovMS     | Nursultan TursynovK | —                    | —                     | 3                  |
| CHN    | Valichan SerikK       | —           | —                        | Pcheng FejK         | —                    | —                     | 2                  |
| JPN    | Ken'ičiró FumitaMS    | —           | Šóhei JabikuK            | —                   | —                    | —                     | 2                  |
| KOR    | —                     | Rju Han-suK | —                        | —                   | —                    | Kim Min-sokK          | 2                  |
| celkem | 6 kvót                | 2 kvót      | 5 kvót                   | 4 kvóty             | 2 kvóty              | 3 kvóty               | 22 kvót pro 7 zemí |

### Amerika
| země   | −60 kg         | −67 kg            | −77 kg         | −87 kg            | −97 kg            | −130 kg             | celkem             |
| ------ | -------------- | ----------------- | -------------- | ----------------- | ----------------- | ------------------- | ------------------ |
| CUB    | Luis OrtaK     | Ismael BorreroMS  | Yosvanys PeñaK | Daniel GrégorichK | Gabriel RosilloK  | Óscar PinoMS        | 6                  |
| USA    | Ildar HafizovK | Alejandro SanchoK | —              | Joe RauK          | G'Angelo HancockK | —                   | 4                  |
| BRA    | —              | —                 | —              | —                 | —                 | Eduard SoghomonyanK | 1                  |
| CHL    | —              | —                 | —              | —                 | —                 | Yasmani AcostaK     | 1                  |
| COL    | —              | Julián HortaK     | —              | —                 | —                 | —                   | 1                  |
| MEX    | —              | —                 | Andrés VargasK | —                 | —                 | —                   | 1                  |
| celkem | 2 kvóty        | 3 kvóty           | 2 kvóty        | 2 kvóty           | 2 kvóty           | 3 kvóty             | 24 kvót pro 6 zemi |

### Afrika a Oceánie
| země   | −60 kg             | −67 kg              | −77 kg           | −87 kg            | −97 kg            | −130 kg                     | celkem             |
| ------ | ------------------ | ------------------- | ---------------- | ----------------- | ----------------- | --------------------------- | ------------------ |
| ALG    | Abdelkarim FergatK | Abdelmalek MerabetK | —                | Bachir Sid AzaraK | Adem BoudjemlineK | —                           | 4                  |
| EGY    | Hajtham FahmíK     | Ibrahim as-SajídMS  | —                | Mustafa MutavalíK | —                 | Abd al-Latíf Mohamed AhmedK | 4                  |
| TUN    | —                  | Sulejman NásirK     | Lamdžd MáfíK     | —                 | Hajkal AšúríK     | Amín GuničíK                | 4                  |
| MAR    | —                  | —                   | Zied Ayet IkramK | —                 | —                 | —                           | 1                  |
| celkem | 2 kvóty            | 3 kvóty             | 2 kvóty          | 2 kvóty           | 2 kvóty           | 2 kvóty                     | 13 kvót pro 4 země |

pozn:
- Škrtnutí klasici nebyli na olympijské hry nominováni nebo nestartovali kvůli zranění, prokázanému dopingu, případně z jiného důvodu.
- Klasik s indexem MS vybojoval kvótu pro svoji zemi na mistrovství světa.
- Klasik s indexem K vybojoval kvótu pro svoji zemi na kontinentální olympijské kvalifikaci.
- Klasik s indexem S vybojoval kvótu pro svoji zemi na světové olympijské kvalifikaci
- Klasik s indexem N byl nominován na olympijské hry na úkor krajana, který kvótu vybojoval.

## Pořadatelská země
Japonsko se řadí mezi velmoce v olympijském zápasu. 
Mezinárodní olympijský výbor (MOV) blokuje 2 kvóty pro japonské zápasníky (muž a ženy) v případě že by se žádný nekvalifikoval. S vysokou pravděpodobností obě kvóty propadnou a budou uděleny jako divoká karta zemím, které neuspějou třífázové kvalifikaci.

## Pozvaní sportovci
Tripartitní komise bude zasedat 15. ledna 2020. Přednost dostávají sportovci z malých nebo rozvojových zemí.

## Divoká karta
Očekává se, že 2 blokované kvóty pro japonské zápasníky propadnou a budou uděleny jako divoká karta.

## Česká stopa v olympijské kvalifikaci
Do první fáze olympijské kvalifikace zasáhli na mistrovství v Nursultanu (Astaně) 4 čeští klasici. Matouš Morbitzer (−67 kg), Oldřich Varga (−77 kg) a Štěpán David (−130 kg) do kvalifikace výrazně nepromluvili. Artur Omarov ve váze do 97 kg, předvedl výborný výkon postupem do čtvrtfinále proti srbskému reprezentantovi Micheilu Kadžaijovi. Vyrovnaný čtvrtfinálový zápas prohrál minimálním rozdílem 1:2 na technické body a zůstal jedno vítězství od kvalifikace na olympijské hry v Tokiu.
Do druhé fáze kontinentální olympijské kvalifikace zasáhli 4 čeští klasici – Oldřich Varga (−77 kg), Petr Novák (−87 kg), Artur Omarov (−97 kg) a Štěpán David (−130 kg). Petr Novák a Štěpán David nepřešli přes úvodní kolo. Oldřich Varga využil přívětivý los a po výborném výkonu postoupil do semifinále proti Chorvatu Božo Starčevićovi. Rozhodující zápas však nezvládl a prohrou 1:3 na technické body poslal na olympijský turnaj svého soupeře. Do boje o třetí místo nenastoupil a snížil tak svoje šance na postup v případě pozdější diskvalifikace (např. doping) postupujících. Artur Omarov postoupil po výborném výkonu ve čtvrtfinále proti ruskému Čerkesovi Muratu Lokijajevovi v barvách Ázerbájdžánu do semifinále proti Bulharu Kirilu Milovovi. Hned v úvodní minutě se však po Milovově záruči dostal do výrazné bodové ztráty 0:4 na technické body a konečnou prohrou 0:9 technickou převahou poslal na olympijský turnaj svého soupeře. Do boje o třetí místo podobně jako Varga nenastoupil a snížil tak svoje šance na postup v případě pozdější diskvalifikace (např. doping) postupujících.
Do třetí fáze světové olympijské kvalifikace zasáhli 4 čeští klasici – Oldřich Varga (−77 kg), Petr Novák (−87 kg), Artur Omarov (−97 kg) a Štěpán David (−130 kg). Oldřich Varga prohrál v úvodním kole s Gruzíncem Bakurem Gogolim těsně 1:2 na technické body. Petr Novák a Štěpán David porazili své soupeře v prvních kole. Do semifinále však nepostoupili. Novák prohrál technickou převahou s Ivanem Huklekem z Chorvatska a David prohrál technickou převahou s Ukrajincem Mykolou Kučmym. Nejlepe si vedl Artur Omarov. V úvodním kole porazil na pomocný kritéria Švýcara Damiana von Euwa a ve čtvrtfinále těsně 3:2 na technické body Němce Petera Öhlera. Rozhodující semifinálový zápas o postup na hlavní turnaj olympijských her začal proti Litevci Viliusi Laurinaitisovi aktivně. V první minutě soupeře vytlačil ze žíněnky za 1 technický bod a po další minutě navýšil kontrachvatem vedení na 3:0. Druhý tříminutový poločas nad Litevcem ovládl a minutu před koncem hrací doby ukončil zápas na technickou převahu po vytlačení. Napočtvrté zvládl rozhodující kvalifikační zápas a kvalifikoval se na olympijské hry.